# Красносельское (Кировский район)
Красносе́льское (до 1948 года Но́вый Басала́к; укр. Красносільське, крымскотат. Yañı Basalaq, Янъы Басалакъ) — село в Кировском районе Республики Крым, входит в состав Яркополенского сельского поселения (согласно административно-территориальному делению Украины — Яркополенского сельсовета Автономной Республики Крым).

## Население
| 2001 | 2014 |
| ---- | ---- |
| 558  | ↘443 |

Всеукраинская перепись 2001 года показала следующее распределение по носителям языка
| Язык             | Процент |
| ---------------- | ------- |
| русский          | 37.28   |
| крымскотатарский | 36.74   |
| украинский       | 3.23    |
| другие           | 0.36    |

### Динамика численности
- 1926 год — 115 чел.[10]
- 2001 год — 558 чел.[11]
- 2009 год — 556 чел.[12]
- 2014 год — 443 чел.[13]

## Современное состояние
На 2017 год в Красносельском числится 5 улиц; на 2009 год, по данным сельсовета, село занимало площадь 79,7 гектара на которой, в 161 дворах, проживало 556 человек.
В селе действует фельдшерско-акушерский пункт

## География
Красносельское — село в центре района, в бывшей пойме речки Кхоур-Джилга — сейчас на берегу Северо-Крымского канала, высота центра села над уровнем моря — 43 м. Ближайшее село — Яркое Поле в 1,5 км на север, райцентр Кировское — примерно в 5 километрах (по шоссе), там же ближайшая железнодорожная станция — Кировская (на линии Джанкой — Феодосия). С южной стороны села находится авиабаза «Кировское». Транспортное сообщение осуществляется по региональной автодороге 35Н-212 Яркое Поле — Красносельское (по украинской классификации — С-0-10523).

## История
Впервые в доступных источниках село встречается на схематической карте Южного Крыма 1924 года. Согласно Списку населённых пунктов Крымской АССР по Всесоюзной переписи 17 декабря 1926 года, в селе Босалак Новый, Сеит-Элинского сельсовета Феодосийского района, числилось 22 двора, все крестьянские, население составляло 115 человек, все русские. Постановлением ВЦИК «О реорганизации сети районов Крымской АССР» от 30 октября 1930 года из Феодосийского района был выделен (воссоздан) Старо-Крымский район (по другим сведениям 15 сентября 1931 года) и село включили в его состав, а, с образованием в 1935 году Кировского — в состав нового района.
В годы Великой Отечественной войны, во время Керченско-Феодосийской десантной операции, в— декабре 1941 года январе 1942 года в районе села Новый Басалак погибли 5 неизвестных бойцов 44-й армии (вероятно, попали в плен и были расстреляны). Павшие похоронены на сельском кладбище в братской могиле, на которой 
 в 1955 году был установлен памятник — бетонная пирамидка со звездой. 9 мая 1988 года была установлена наклонная надгробная плита с мемориальной доской. Постановлением Совета министров Республики Крым № 627 от 20 декабря 2016 года памятник отнесён к категории объектов культурно-исторического наследия России.
После освобождени Крыма от фашистов в апреле 1944 года, 12 августа того же года было принято постановление № ГОКО-6372с «О переселении колхозников в районы Крыма» и в сентябре того же года в село приехали первые переселенцы, 428 семей, из Тамбовской области, а в начале 1950-х годов последовала вторая волна переселенцев. С 1954 года местами наиболее массового набора населения стали различные области Украины. С 25 июня 1946 года Новый Басалак в составе Крымской области РСФСР. Согласно указу Президиума Верховного Совета РСФСР от 18 мая 1948 года Новый Басалак (вариант Новый Босалак), Кировского района, переименовали в Красносельское. 26 апреля 1954 года Крымская область была передана из состава РСФСР в состав УССР. Время включения в Кировский поссовет пока не установлено: на 15 июня 1960 года село уже числилось в его составе. Указом Президиума Верховного Совета УССР «Об укрупнении сельских районов Крымской области», от 30 декабря 1962 года Кировский район был упразднён и село присоединили к Нижнегорскому. 1 января 1965 года, указом Президиума ВС УССР «О внесении изменений в административное районирование УССР — по Крымской области», вновь включили в состав Кировского. К 1 января 1968 года был восстановлен Яркополенский сельсовет и Красносельское передали в его состав. С 12 февраля 1991 года село в восстановленной Крымской АССР, 26 февраля 1992 года переименованной в Автономную Республику Крым. С 21 марта 2014 года в составе Крыма аннексировано Россией.